# ロイド・イスグローヴ
ロイド・ジェフリー・イスグローヴ（Lloyd Jeffrey Isgrove、1993年1月12日 - ）は、イングランド・ヨーヴィル出身のプロサッカー選手。ウェールズ代表。ボルトン・ワンダラーズFC所属。ポジションは、ミッドフィールダー。

## 経歴

### クラブ
サウサンプトンFCの下部組織出身。2012年10月のFAカップ・リーズ・ユナイテッドAFC戦でトップチームデビュー。2014–15シーズン開幕戦のリヴァプールFC戦で途中出場しプレミアリーグ初出場。
しかしその後は出番が全くなく、数度のレンタル移籍を経て2017年7月にバーンズリーFCに完全移籍した。
2019年7月、スウィンドン・タウンFCへ移籍。

### 代表
2016年3月に開催された北アイルランド代表との親善試合でウェールズ代表デビュー。

## タイトル
ピーターバラ
- フットボールリーグトロフィー: 2013–14[7]

バーンズリー
- フットボールリーグトロフィー: 2015–16[8]